# 閃銀
Quiksilver, Inc.（中文名稱：閃銀），美國大型零售品牌公司，創立於澳大利亞托爾坎，總公司位於美國加州亨廷頓比奇，是世界上最大的衝浪與滑板運動服飾用品公司之一。1969年，兩位創辦人Alan Green與John Law在澳大利亚維多利亞省的托爾坎設計出品牌Logo。創作靈感源自於日本畫家葛饰北斋的木雕版畫神奈川沖浪裏，主要描繪山巒旁的巨大海浪樣貌。
同時，Quiksilver也為年輕女性開發出服飾品牌Roxy。 並以兩個Quiksilver Logo對影合併成一個心型。除了Roxy以外，Quiksilver也開發Quiksilver Women女裝系列。 2013年，由於美國青少年服飾通路營運狀況不佳，導致Quiksilver在財務上出現問題。因此，公司高層啟動一連串計畫，希望重振營運狀況。然而在2015年9月，美國部分仍列入破產財務重整。至2016年初，Quiksilver轉由私募基金橡樹資本為主要股東與經營者，以換取1.75億美元資金作債務重組，但歐洲及亞太區業務完全不受影響。

## 營運資訊
2005年，Quiksilver以5.6億美金併購卢西诺（Skis Rossignol）， 但在2008年11月12日，以3750萬現金與1250萬債券轉手賣出。之後也曾經營高爾夫球具克里夫蘭高爾夫（Cleveland Golf），並於2007年10月31日轉賣給日本運動用品公司史力勝（Srixon）。另外，Quiksilver同時也經營知名滑板鞋品牌DC滑板鞋。
Quiksilver共同創辦人與CEO Bob McKnight於2013年1月 11日退休，並至2014年10月間轉任執行董事。 在2013年至2015年3月期間，由曾任迪士尼消費性產品董事的Andy Mooney為CEO。 而在美國財務重整後，目前CEO為Quiksilver資深員工Pierre Agnes，並致力於重建整個品牌。

## 2013 - 至今
至2013年為止，Quiksilver總共有834間獨立零售店，遍佈於澳大利亚、 紐西蘭與南太平洋區、 欧洲、 北美洲 、 南美洲、亚洲與非洲等的主要城市裡，店面的型態分為兩種：Board riders俱樂部與Factory。 除了獨立店面以外，也藉由一些大型零售通路銷售其產品，如：PacSun、the Fells Point Surf Company或the Ron Jon Surf Shop。除此之外，Quiksilver也經營Roxy & Quiksilver服飾複合店。至2016年，整體營運規模由於橡樹資本進行財務重整而微幅縮小。

## 姐妹品牌Roxy
1990年, Quiksilver 為年輕女性創立姐妹品牌Roxy。在1992年由Bob McKnight 與 Danny Kwock 主導整個品牌, 之後於1993年，簽下世界女子衝浪冠軍 Lisa Andersen。資深行銷副總Randy Hild表示，雖然Roxy品牌視覺大多採用穿著比基尼的年輕女孩，而非如一般運動品牌以實際運動中的女性為主，但Roxy主要消費者仍為熱愛海洋或登山等戶外運動的年輕女性族群，並力求與主品牌Quiksilver做出區隔。Roxy的名稱源自於龐克樂團或龐克俱樂部，同時也是前CEO Bob McKnight 與創辦人Alan Green女兒的名字。 Roxy至今占Quiksilver整體營收約30%。
根據市場觀察，Roxy是年輕女性最大戶外用品與服飾零售品牌之一。除了服飾以外，也同步生產居家裝飾、衝浪與滑雪用品、泳裝、潛水衣、海灘服、鞋子、書籍與香水。並另成立青少年品牌Roxy Girl與兒童品牌Teenie Wahine。
2013年春天，與知名設計師Diane von Fürstenberg聯名設計“DVF loves Roxy”限量系列，並推出泳裝,海灘裝與配件等聯名產品。

## 相關連結
- Quiksilver （页面存档备份，存于）
- Roxy （页面存档备份，存于）

## 相關資料
1. 1 2  . Ir.quiksilver.com.   [2016-02-21]. （原始内容存档于2014-08-28）.
2. ↑  . Companiesandmarkets.com.   [2016-02-21]. （原始内容存档于2016-03-04）.
3. ↑  . 2011  [2011-12-29]. （原始内容存档于2021-03-06）.
4. ↑  (In French) L'Express. . 13 July 2000  [2009-09-06]. （原始内容存档于2012-07-06）.
5. ↑  Pfeifer, Stuart. . LA Times. 2013-06-17  [2016-02-21]. （原始内容存档于2016-03-06）.
6. ↑   (PDF). PacerMonitor. PacerMonitor.   [9 May 2016]. （原始内容 (PDF)存档于2017-12-22）.
7. ↑  . Bbc.co.uk.   [2016-02-21]. （原始内容存档于2020-11-08）.
8. 1 2  CONNELLY, LAYLAN. . The Orange County Register.   [2016-05-20]. （原始内容存档于2017-01-15） （美国英语）.
9. ↑  . MSN Money. Associated Press. 13 November 2008  [2008-11-13]. （原始内容存档于2007-03-08）.
10. ↑  . 31 October 2007  [2007-11-30]. （原始内容存档于2019-07-12）.
11. ↑  . Business.transworld.net.   [2016-02-21]. （原始内容存档于2016-02-23）.
12. ↑  Connelly, Laylan. . The Orange County Register. 3 January 2013  [3 January 2013]. （原始内容存档于2016-10-28）.
13. ↑  Connelly, Laylan (March 27, 2015).
14. ↑  Hamanaka, Kari. . Orange County Business Journal. 13 June 2011, 34 (24): 65.
15. ↑  Bellantonio, Jennifer. . Orange County Business Journal. 16 September 2002  [6 December 2009]. （原始内容存档于2011-07-28）.
16. ↑  Calhoun, Carina. . Orange County Business Journal. 12 July 2010, 33 (28): 7.
17. ↑  Gomez, Alicia. . Orange County Business Journal. 16 August 2010, 33 (33): 3, 31.
18. ↑  Bradstreet, Kailee. . 11 March 2013  [21 March 2013]. （原始内容存档于2013-03-14）.